# Water positive
El concepto de Water Positive (o agua Positiva) se puede definir como el concepto en el que una entidad, como una empresa, una comunidad o un individuo, va más allá de la simple conservación del agua y contribuye activamente a la gestión sostenible y la restauración de los recursos hídricos . Esto implica implementar prácticas y tecnologías que reduzcan el consumo de agua, mejoren la calidad del agua y mejoren su disponibilidad . El objetivo de ser Water Positive es dejar un impacto positivo en los ecosistemas acuáticos y garantizar que se conserve y restaure más agua de la que se utiliza o se agota.   
Aunque muchas corporaciones se han concentrado en este tema principalmente dentro de sus propias operaciones, especialmente en regiones con umbrales hídricos bajos, organizaciones como la Water Resilience Coalition están comprometidas a lograr un impacto neto positivo en el agua (NPWI) para el año 2050, abarcando toda su cadena de valor. Este compromiso implica optimizar no solo sus operaciones directas, sino también considerar y mejorar el impacto a lo largo de toda su cadena de suministro, lo cual tiene sentido ya que una parte significativa de la producción corporativa está tercerizada.

## Historia
El concepto Water Positive se originó en el sector de la construcción a principios de los años 2000 en India. Esto fue en respuesta al objectivo de optimizar las prácticas de construcción: reducir el impacto ambiental a través de reducciones de tierra y materiales y conservación de energía y agua para producir "edificios de impacto cero".  Para conservar agua, se consideró la recolección de lluvia para minimizar la dependencia del consumo de agua dulce.
El concepto Water Positive se expandió a otros dominios e industrias a medida que comenzaron a surgir preocupaciones sobre los desafíos de la escasez mundial de agua dulce. La idea ganó impulso ya que podría combinarse convenientemente con una agenda previa de " Emisiones netas cero " con objetivo común de preservar el medio ambiente a través de la gestión sostenible de recursos clave a través de responsabilidades civiles y corporativas para la optimización  y gestión de recursos y residuos para lograr una reducción neta. impacto positivo. Así, se introducen incentivos compensatorios en forma de créditos (bonos de carbono  o créditos positivos para el agua) que pueden intercambiarse comercialmente por moneda de curso legal entre el vendedor (créditos de carbono autorizados o poseedores positivos para el agua) y los compradores, promoviendo impactos ambientales positivos.
Al igual que la compensación de gases de efecto invernadero (GEI), la idea detrás de Water Positive es equilibrar la huella hídrica mediante de la implementación de medidas de eficiencia de procesos, purificación del agua, recarga de acuíferos, conservación de ecosistemas y otras iniciativas de compensación de agua. Se enfoca en la gestión de este recurso clave para que las organizaciones contribuyan más a la sostenibilidad hídrica global.
En 2023, el concepto de Water Positive cobró mayor relevancia con la creación del Water Positive Think Tank (WPTT), una iniciativa que reúne a expertos de diversas disciplinas y regiones del mundo, comprometidos con la gestión sostenible y regenerativa del agua. Este grupo surgió en respuesta a la creciente urgencia de adoptar medidas que aseguren la disponibilidad y calidad de los recursos hídricos en el futuro cercano. Durante la Conferencia del Agua de las Naciones Unidas en Nueva York en marzo de 2023, los fundadores del WPTT reconocieron el llamado a la acción y la responsabilidad compartida de impulsar soluciones efectivas. En 2024, Daniele Strongone fue nombrado como su primer presidente, y Esmeralda Leyva fue designada como vicepresidenta.

## Evaluación de Impacto Hídrico
La Iniciativa Water Positive quiere evaluar el impacto ambiental del consumo de agua en distintas aplicaciones industriales. Por lo tanto, no se puede conseguir analizando el consumo de agua directo o indirecto de una entidad sin considerar el producto o servicio intercambiado a nivel local, regional o internacional. El bien o servicio tiene un valor de consumo de agua oculto que a menudo se pasa por alto. En la década de 1990, el Prof. John Anthony Allan, geógrafo británico y experto en recursos hídricos y gestión ambiental, introdujo el concepto de Agua Virtual (VW), que implica que el intercambio de bienes y servicios tiene un valor tangible de intercambio de agua asociado con ellos y deben ser considerados.
El concepto de Water Positive y de agua virtual se combinan para proporcionar una mejor evaluación del impacto del uso directo, indirecto y virtual del agua. Relacionar los productos básicos con su huella hídrica virtual,

## Ampliación del concepto
La expansión global del concepto Water Positive surgió en la década de los años 2000 mediante los Objetivos de Desarrollo del Milenio de las Naciones Unidas relacionados con el acceso al agua potable y la necesidad de que las industrias participen en la sostenibilidad del agua en su uso y producción.
Empresas de bebidas como The Coca Cola Company y PepsiCo fueron las primeras en fijar objeticos de Water Positive para el agua en regiones con estrés hídrico, invirtiendo en eficiencia hídrica y proyectos comunitarios. Así, fijaron objetivos ambiciosos para reducir el agua potable utilizada por litro de producción de productos, convirtiéndose en modelos para otras industrias. En junio de 2007, Coca-Cola comunicó una asociación de varios años con el Fondo Mundial para la Naturaleza (WWF) para la conservación del agua . E. Neville Isdell, presidente y director ejecutivo de Coca-Cola, anunció: "Nuestro objetivo es reemplazar cada gota de agua que utilizamos en nuestras bebidas y en su producción. Para nosotros, eso significa reducir la cantidad de agua utilizada... reciclar agua Se utiliza para procesos de fabricación para que pueda devolverse de forma segura al medio ambiente y para reponer agua en las comunidades y la naturaleza a través de proyectos locales relevantes". 
Mediante el establecimiento de los Objetivos de Desarrollo Sostenible de la ONU establecidos en el año 2015 y la creciente presión social enfocadas a que las empresas adopten prácticas ambientalmente sostenibles, más empresas de diversas industrias asumieron públicamente el objetivo de ser Water Positive para 2030 a 2050.
El aumento del compromiso empresarial con la iniciativa de Water Positive se produce después del año 2015, cuando empresas líderes como Microsoft, Google, Ecolab, Unilever, Nestlé, AB InBev, Levi's, IKEA, Cargill, BP, Gap Inc., Colgate-Palmolive, Meta, Diageo, Starbucks, Danone, IBM, Procter & Gamble, Intel y Mars fijaron reducciones en su consumo operativo de agua y también compensar el consumo mediante la implementación de estrategias como; sistemas de recolección de agua de lluvia, purificación de agua, proyectos de reforestación y recarga de acuíferos, entre otras iniciativas, centrándose en mejorar las cuencas con estrés hídrico. 

## Definición
Ser "Water Positive" es un concepto que significa que una entidad, como una empresa, una comunidad o un individuo, va más allá de la simple conservación del agua y contribuye activamente a la gestión sostenible y la restauración de los recursos hídricos. Esto significa implementar prácticas y tecnologías que reduzcan el consumo de agua y mejoren la disponibilidad de agua. El objetivo de Water Positive es impactar positivamente los ecosistemas acuáticos, asegurando que se conserve y restaure más agua de la que se usa o consume, contribuyendo así a generar agua". 

### Estrategias para ser Water Positive
Las principales estrategias par que las compañías puedar ser Water Positive aplicadas por empresas y entidades han sido presentadas en la Conferencia de las Naciones Unidas sobre el Agua celebrada en Nueva York en 2023 y se resumen a continuación.  Se supone que siguiendo sistemáticamente estas directrices y con compromisos a largo plazo, varias empresas se han fijado objetivos para ser Agua Positiva en un plazo de 10 a 15 años. Las estrategias son:
- Implementar tecnologías y procesos para reducir el consumo directo e indirecto de agua a través de la optimización de procesos, la producción circular y el reciclaje y reutilización del agua.
- Compensar la huella hídrica residual a través de proyectos que aumenten y mejoren la disponibilidad y calidad del agua en las cuencas impactadas mediante la construcción de humedales y granjas de algas, las plantas de tratamiento, la reforestación, la recarga de acuíferos, los sistemas de recolección de agua de lluvia, entre otras innovaciones.
- Inversión en investigación y desarrollo para implementar nuevas tecnologías que optimicen el uso del agua.
- Establecer asociaciones con ONG, comunidades locales y otros actores para avanzar en la gestión integrada de los recursos hídricos compartidos.
- Promover una cultura de sostenibilidad hídrica entre empleados y consumidores a través de programas de sensibilización sobre el uso responsable del agua.
- Establecer incentivos compensatorios por la aplicación de sistemas de purificación de barreras múltiples como ultrafiltración, microfiltración, nanofiltración, ósmosis inversa, radiación ultravioleta o su combinación que purifiquen el agua de manera sustentable y alcancen las metas de producción de Water Positive.

### Compensación Positiva del Agua
El 14 de septiembre de 2021, el vicepresidente de la Asociación Internacional de Desalación (IDA), Alejandro Sturniolo, y el presidente de la Asociación Española de Desalación y Reutilización (AEDyR), Domingo Zarzo, se reúnen en Alicante, para preparar el primer borrador del Programa de compensación de créditos de agua a través de la purificación del agua. Este marco estuvo inspirando en los desarrollados en el comercio de emisiones de carbono (ETS). El objetivo de este desarrollo era apoyar a las empresas que apoyan el Mandato del Agua de los CEO de la ONU y se comprometieron con objetivos de Water positive, mediante la producción de agua dulce, reduciendo el consumo de agua, y luego compensando la huella hídrica a través de la desalinización del agua de mar y la reutilización de aguas residuales para complementar ciclos insuficientes. De esta reunión, Miriam Brusilovsky presidente de la Sociedad de Desalinización de Israel (IDS), Esther González, Daniele Strongone copresidente del Programa de Jóvenes Líderes de IDA, Guillem Gilabert-Oriol, Eduardo Orteu convocaron a más de 60 profesionales del agua, ingenieros y doctorados para formar el Water Positive Think Tank, que democratiza el conocimiento sobre la generación de impacto positivo a través de tecnologías de purificación para la recarga gestionada de acuíferos y el uso directo/indirecto, apoyando los compromisos positivos del agua de las empresas. La compensación de la huella hídrica posibilita que las empresas o particulares invertir en proyectos de impacto positivo en potabilización o ahorro de agua para neutralizar su huella ambiental. Estos proyectos pueden ir desde la depuración del mar, la lluvia o la regeneración de aguas residuales . La compensación puede ser local o entre regiones cuando existe huella hídrica o comercio virtual de agua, desde una región con escasez de agua hasta una con un umbral alto.  
El concepto Water Positive, a través de la purificación del agua utilizando recursos que generan agua, fue presentado por primera vez durante la ceremonia de apertura del Congreso Mundial IDA 2022 durante la Ceremonia de Apertura “Charting Resilient Water Solutions” por el entonces Vicepresidente de la Asociación Internacional de Desalación (IDA), el Ingeniero Alejandro Sturniolo.
El objetivo de la compensación de la huella hídrica es conseguir un impacto positivo en los recursos hídricos globales. Esto se puede conseguir colaborando con las distintas partes interesadas para implementar sistemas de purificación de agua en áreas de escasez de agua, a fin de aumentar el suministro local. También se promueve un comercio más equilibrado de la huella hídrica virtual ", es decir, el agua utilizada para producir bienes y servicios comercializados entre regiones.
La regulación del comercio virtual de agua puede mejorar la eficiencia global del uso del agua. Las regiones que tiene abundantes recursos hídricos pueden compensar parte de la huella hídrica de las que tiene alto estrés hídrico, ayudando así a aliviar su dependencia de las importaciones virtuales de agua. A través de este enfoque doble de aumentar el suministro local y equilibrar el comercio entre regiones representa una gestión integral de los recursos hídricos globales que sólo estos tratamientos descentralizados permiten de manera similar al mercado de compensación de carbono .